# Time out (TV-program)

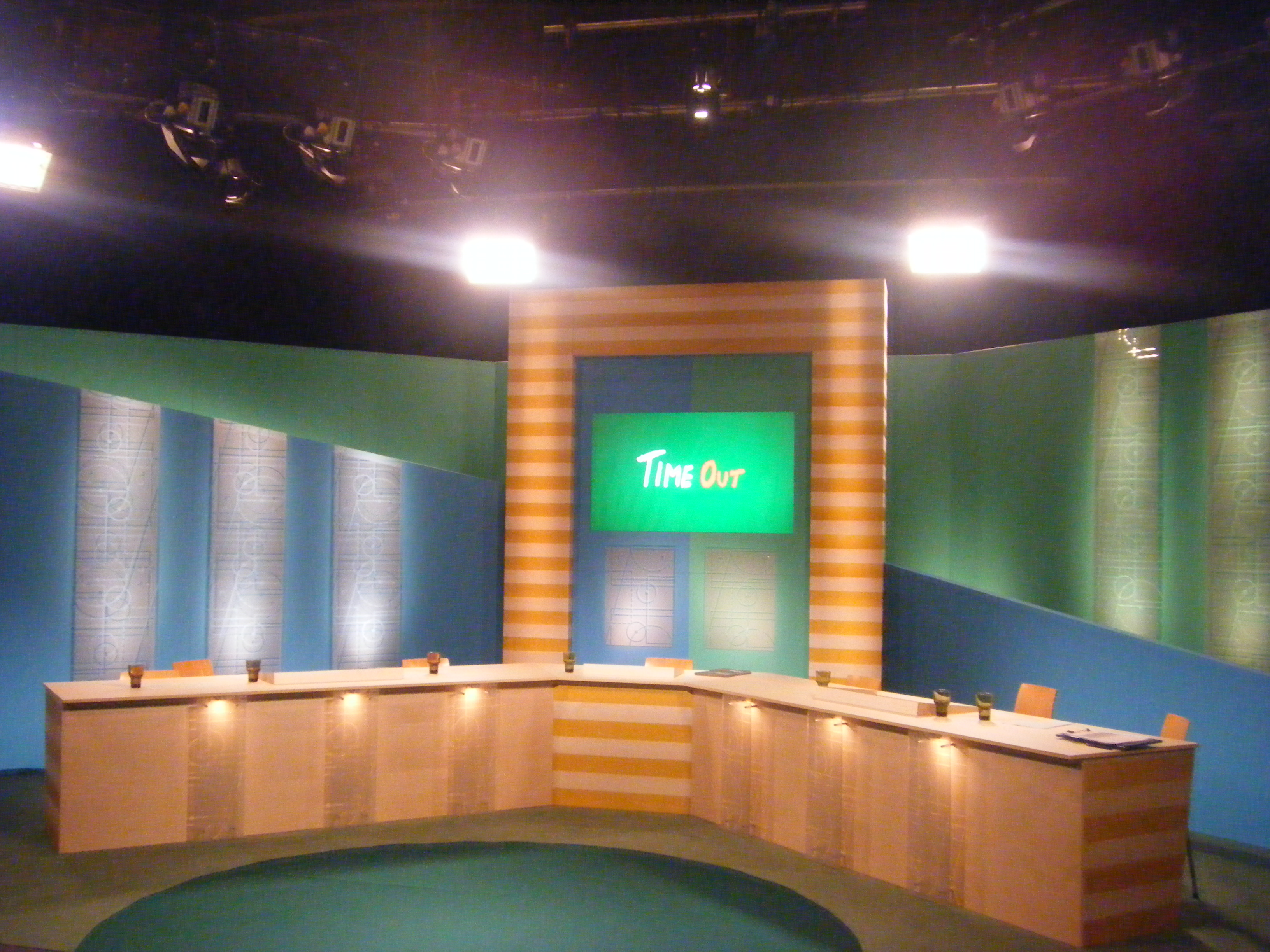
Äldre studiodekor

Time out är ett tv-program som sänds i TV4 och produceras av Jarowskij. Programledare mellan 2003 och 2012 var Martin Timell och 2017 var Anders Jansson programledare. Vid sin sida har han två lag, lag Väst och Öst. Komikerna i den båda lagen har förändrats genom säsongerna, dock är det samma komiker som återkommer i samma lag.
Varje vecka gästas programmet av två kända profiler, som har någon form av sportanknytning. Programmet sändes ursprungligen mellan 2003 och 2007 för att därefter göra ett uppehåll och först återkomma under hösten 2010. Detta med anledning av TV4:s 20-årsjubileum. Därefter återkom programmet igen våren 2011. Inför den elfte säsongen hade dekoren i studion förnyats och moderniserats. Även lagnamnen hade förändrats, där lagen numera heter gästens för- eller efternamn. De två första avsnitten som sänds under hösten 2011 är 60 minuter istället för 30 minuter och kallas "förlängning med straffar". Resterande avsnitt blir 30 minuter.
Programmet är baserat på det brittiska TV-programmet "They think it's all over" på BBC producerat av Talkback production på licens av FremantleMedia. Programmet producerades de tio första säsongerna av Jarowskij innan även FremantleMedia blev medproducent.
Vinjettmusiken är skriven av Jean-Paul Wall.

## Upplägg
Programmet startar ofta med att båda lagen får en gästfråga, som handlar om gästen i motståndarlaget. Efter att dessa är besvarade väntar en tvekamp, som kommenteras av TV4:s sportreporter Peppe Eng. Programmet avslutas ofta med "Snabba puckar" och/eller "Namnleken". Andra förekommande inslag i programmet är "Sportbluffen", "Gästfråga 2" och "Gissa sporten" (som numera utgått).

## Lagmedlemmar
Nedan listas de komiker som medverkat som en av de två huvudlagmedlemmarna under säsongerna. Robert Gustafsson är den ende av komikerna som deltagit i samtliga säsonger. Till varje lag tillkommer sedermera en huvudgäst, som dock listas här.

### Nuvarande
- Annika Andersson (säsong 2-13)
- Babben Larsson (säsong 9, 11)
- Claes Malmberg (säsong 1-2, 6, 9-11)
- David Batra (säsong 11)
- Henrik Hjelt (säsong 5, 7-11)
- Måns Möller (säsong 2-6, 10-11)
- Robert Gustafsson (säsong 1-11)
- Thomas Petersson (säsong 1-7, 10-11)
- Per Andersson (säsong 7-9, 11)
- Hasse Brontén (säsong 11)

### Tidigare
- Anders S Nilsson (säsong 5)
- Andreas Nilsson (säsong 1)
- Henrik Dorsin (säsong 7-8)
- Måns Nilsson (säsong 5)
- Robin Paulsson (säsong 7)

## DVD
| Nr        | Releasedatum      | Längd       |
| --------- | ----------------- | ----------- |
| Volym 1   | 15 september 2005 | 170 minuter |
| Volym 2   | 18 oktober 2006   | 170 minuter |
| Volym 3   | 17 september 2008 | 142 minuter |
| Volym 1-3 | 12 november 2008  | 482 minuter |